# ياجو سيزار
ياجو سيزار (بالإسبانية: Yago César da Silva)‏ (26 مايو 1997 في البرازيل - ) هو لاعب كرة قدم مكسيكي في مركز الهجوم. لعب مع أتلتيكو باراناينسي.

## وصلات خارجية
- ياجو سيزار على موقع قاعدة بيانات كرة القدم.إي يو (الإنجليزية)
- ياجو سيزار على موقع Soccerway.com (الإنجليزية)